# Lamiae Lhabze
Lamiae Lhabze (sinh ngày 19 tháng 5 năm 1984) là một vận động viên người Maroc thi đấu ở các nội dung 100 mét vượt rào và vượt rào 400 mét. Cô đại diện cho đất nước của mình tại Giải vô địch thế giới 2007 mà không tiến lên từ vòng đầu tiên. Ngoài ra, cô còn giành được nhiều huy chương ở cấp quốc tế.
Cô có thành tích tốt nhất cá nhân là 55,51 giây trong các chướng ngại vật 400 mét (Mersin 2013) và 13,78 giây trong các chướng ngại vật 100 mét (0,3 m/s, Khouribga 2013).

## Giải đấu quốc tế
| Năm                | Giải đấu                     | Địa điểm                     | Thứ hạng           | Nội dung           | Chú thích          |
| Representing Maroc | Representing Maroc           | Representing Maroc           | Representing Maroc | Representing Maroc | Representing Maroc |
| ------------------ | ---------------------------- | ---------------------------- | ------------------ | ------------------ | ------------------ |
| 2003               | African Junior Championships | Garoua, Cameroon             | 4th                | 100 m hurdles      | 14.48              |
| 2003               | African Junior Championships | Garoua, Cameroon             | 3rd                | 400 m hurdles      | 62.55              |
| 2003               | African Junior Championships | Garoua, Cameroon             | –                  | 4 × 400 m relay    | DNF                |
| 2005               | Universiade                  | Izmir, Turkey                | 23rd (h)           | 400 m hurdles      | 59.67              |
| 2006               | African Championships        | Bambous, Mauritius           | 10th (h)           | 400 m hurdles      | 60.67              |
| 2006               | African Championships        | Bambous, Mauritius           | –                  | Heptathlon         | DNF                |
| 2007               | Arab Championships           | Amman, Jordan                | 1st                | 100 m hurdles      | 14.00              |
| 2007               | Arab Championships           | Amman, Jordan                | 2nd                | 400 m hurdles      | 57.71              |
| 2007               | Universiade                  | Bangkok, Thailand            | 9th (h)            | 400 m hurdles      | 57.90              |
| 2007               | World Championships          | Osaka, Japan                 | 34th (h)           | 400 m hurdles      | 57.81              |
| 2007               | Pan Arab Games               | Cairo, Egypt                 | 1st                | 100 m hurdles      | 14.21              |
| 2007               | Pan Arab Games               | Cairo, Egypt                 | 4th                | 400 m hurdles      | 59.88              |
| 2007               | Pan Arab Games               | Cairo, Egypt                 | 1st                | 4 × 100 m relay    | 47.42              |
| 2007               | Pan Arab Games               | Cairo, Egypt                 | 2nd                | 4 × 400 m relay    | 3:44.85            |
| 2008               | African Championships        | Addis Ababa, Ethiopia        | 2nd                | 400 m hurdles      | 56.07              |
| 2008               | African Championships        | Addis Ababa, Ethiopia        | 4th                | 4 × 400 m relay    | 3:41.54            |
| 2009               | Jeux de la Francophonie      | Beirut, Lebanon              | 2nd                | 400 m hurdles      | 58.81              |
| 2009               | Jeux de la Francophonie      | Beirut, Lebanon              | 3rd                | 4 × 400 m relay    | 3:37.72            |
| 2009               | Arab Championships           | Damascus, Syria              | 3rd                | 100 m hurdles      | 14.39              |
| 2009               | Arab Championships           | Damascus, Syria              | 2nd                | 400 m hurdles      | 57.86              |
| 2009               | Arab Championships           | Damascus, Syria              | 2nd                | 4 × 100 m relay    | 47.98              |
| 2009               | Arab Championships           | Damascus, Syria              | 1st                | 4 × 400 m relay    | 3:40.58            |
| 2011               | Arab Championships           | Al Ain, United Arab Emirates | 2nd                | 100 m hurdles      | 14.23              |
| 2011               | Arab Championships           | Al Ain, United Arab Emirates | 2nd                | 400 m hurdles      | 58.48              |
| 2011               | Arab Championships           | Al Ain, United Arab Emirates | 1st                | 4 × 100 m relay    | 46.84              |
| 2011               | Arab Championships           | Al Ain, United Arab Emirates | 1st                | 4 × 400 m relay    | 3:40.58            |
| 2011               | Pan Arab Games               | Doha, Qatar                  | 1st                | 100 m hurdles      | 13.88              |
| 2011               | Pan Arab Games               | Doha, Qatar                  | 2nd                | 400 m hurdles      | 57.55              |
| 2011               | Pan Arab Games               | Doha, Qatar                  | 1st                | 4 × 400 m relay    | 3:38.64            |
| 2012               | African Championships        | Porto Novo, Benin            | 7th                | 400 m hurdles      | 57.35              |
| 2013               | Arab Championships           | Doha, Qatar                  | 2nd                | 400 m hurdles      | 59.83              |
| 2013               | Arab Championships           | Doha, Qatar                  | 1st                | 4 × 100 m relay    | 46.59              |
| 2013               | Arab Championships           | Doha, Qatar                  | 1st                | 4 × 400 m relay    | 3:42.10            |
| 2013               | Mediterranean Games          | Mersin, Turkey               | 2nd                | 400 m hurdles      | 55.51              |
| 2013               | Mediterranean Games          | Mersin, Turkey               | –                  | 4 × 400 m relay    | DQ                 |
| 2013               | Jeux de la Francophonie      | Nice, France                 | 6th                | 400 m hurdles      | 58.89              |
| 2013               | Jeux de la Francophonie      | Nice, France                 | 4th                | 4 × 400 m relay    | 3:37.48            |
| 2013               | Islamic Solidarity Games     | Palembang, Indonesia         | 4th                | 100 m hurdles      | 14.17              |
| 2013               | Islamic Solidarity Games     | Palembang, Indonesia         | 2nd                | 400 m hurdles      | 58.16              |
| 2013               | Islamic Solidarity Games     | Palembang, Indonesia         | 2nd                | 4 × 100 m relay    | 47.18              |
| 2013               | Islamic Solidarity Games     | Palembang, Indonesia         | 1st                | 4 × 400 m relay    | 3:38.56            |
| 2014               | African Championships        | Marrakech, Morocco           | 11th (h)           | 100 m hurdles      | 14.59              |
| 2014               | African Championships        | Marrakech, Morocco           | 6th                | 400 m hurdles      | 57.24              |
| 2015               | Arab Championships           | Isa Town, Bahrain            | 1st                | 100 m hurdles      | 13.53              |
| 2015               | Arab Championships           | Isa Town, Bahrain            | 1st                | 400 m hurdles      | 56.65              |
| 2018               | African Championships        | Asaba, Nigeria               | 2nd                | 400 m hurdles      | 56.66              |
| 2019               | Arab Championships           | Cairo, Egypt                 | 1st                | 100 m hurdles      | 14.31              |
| 2019               | Arab Championships           | Cairo, Egypt                 | 2nd                | 400 m hurdles      | 59.05              |